# Saguinus imperator
Il tamarino imperatore (Saguinus imperator Goeldi, 1907) è un primate platirrino della famiglia dei Callitricidi: deve il nome comune e scientifico ai lunghi baffi, simili a quelli in voga durante il regno dell'imperatore Guglielmo II di Germania.

## Distribuzione
Con due sottospecie (S. imperator imperator e S. imperator subnigrescens) il tamarino imperatore è diffuso in una vasta area di foresta tropicale amazzonica che va dal Perù sud-orientale al Brasile nord-occidentale (stati dell'Acre ed Amazonas), passando per la Bolivia settentrionale. Colonizza indifferentemente le aree di foresta periodicamente inondate oppure di tierra firme, ossia dal fondo asciutto: si adatta bene anche alle foreste secondarie, ossia foreste ricresciute dopo che la foresta originaria (primaria) è stata per qualche motivo rasa al suolo.

## Descrizione

### Dimensioni
Misura circa 60 cm di lunghezza complessiva, di cui fra i 24 ed i 26 cm spettano al corpo ed i rimanenti alla coda, solitamente più lunga del corpo. Il peso oscilla fra i 300 ed i 400 g.

### Aspetto
Il pelo è grigio nella parte dorsale, con sparsi peli gialli nella zona del quarto posteriore: sul petto invece il colore del mantello tende al biancastro, mentre il basso ventre, la parte posteriore delle cosce e la coda sono rossicci. Attorno alla testa può essere presente una corona grigio-argentata, mentre le parti nude del corpo (cerchi perioculari, mani, orecchie, sottocoda) sono nerastre.

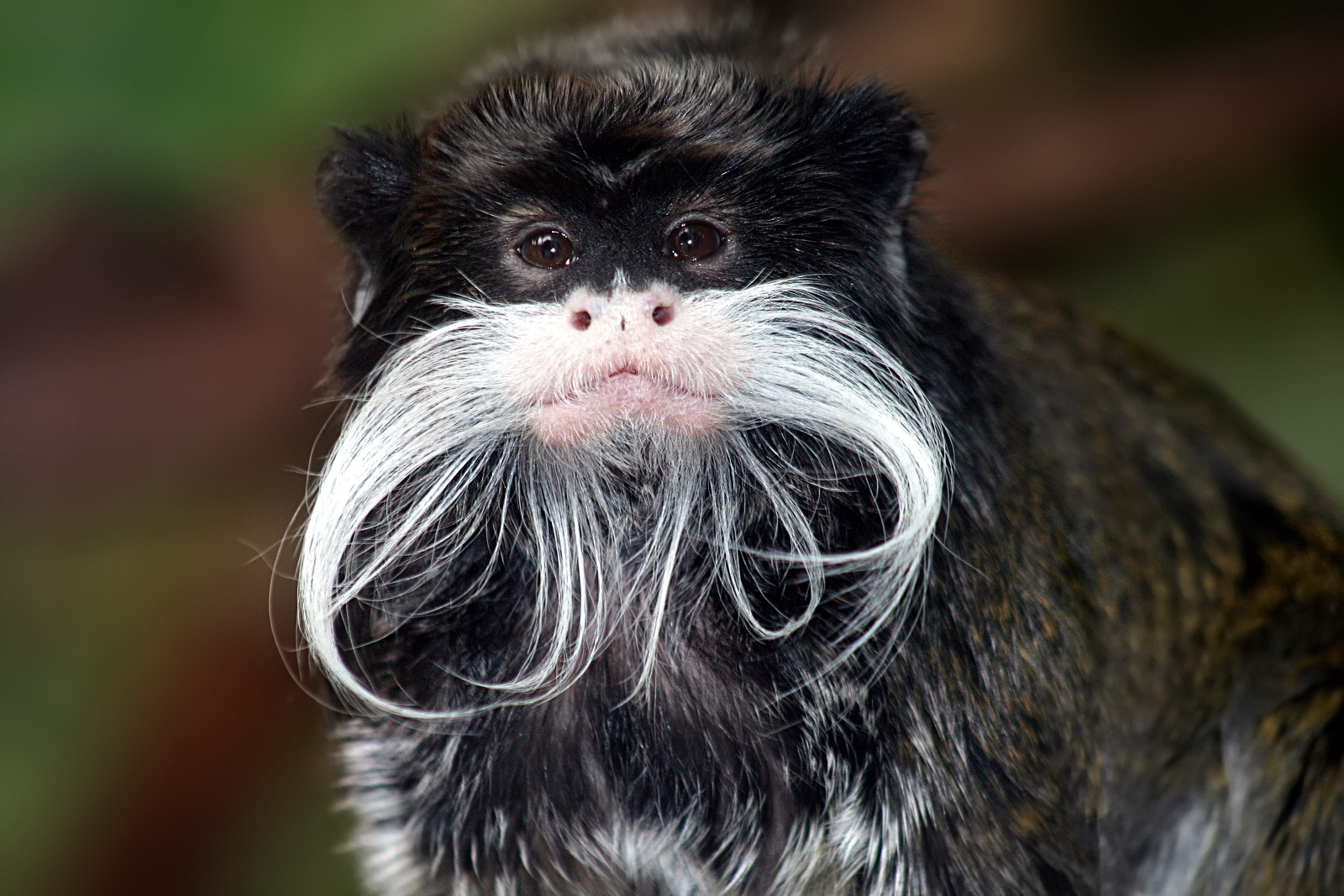
Saguinus imperator subnigrescens: risultano evidenti i caratteristici "baffi" e la barba sul mento.

La caratteristica principale della specie, tuttavia, sono gli arditi baffi che si dipartono dal muso (che possiede pelle rosata) fino a raggiungere le spalle, simili come acconciatura ai baffi in voga ai tempi dell'imperatore tedesco Guglielmo II: tali ornamenti, portati da ambedue i sessi, danno all'animale un aspetto altezzoso, da cui il nome comune e scientifico della specie.
In realtà, a differenza di quelli del kaiser, i baffi di queste scimmiette tendono verso il basso: i tassidermisti, tuttavia, erano soliti piegarli innaturalmente verso l'alto, a guisa di quelli portati dall'imperatore. Emil Goeldi diede loro l'appellativo di "imperatore" quasi per scherzo, ma il nome piacque molto agli zoologi europei e rimase anche nella denominazione latina.

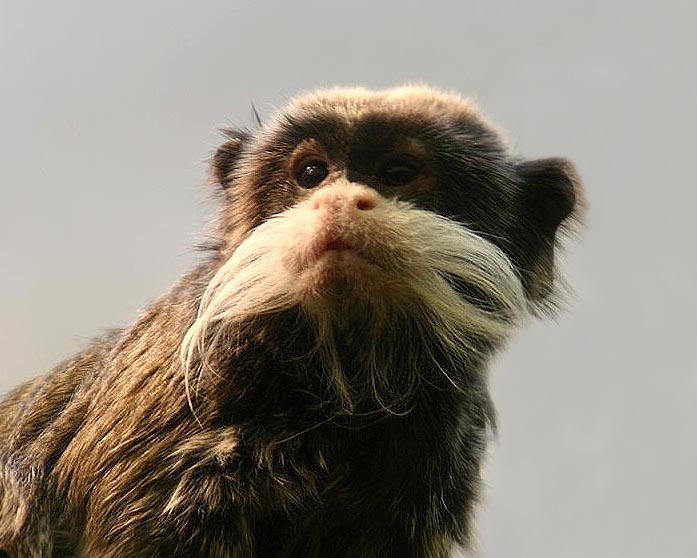
Saguinus imperator imperator: in questa sottospecie il mento è invece glabro.

Le due sottospecie di tamarino imperatore differiscono principalmente nella foggia dei baffi: la sottospecie subnigrescens. infatti, possiede oltre ai mustacchi anche una barba sul mento, del tutto assente invece nella sottospecie nominale.
Per il resto, questi animali possiedono mani prive di pollici opponibili, a differenza di molte altre specie di primati: inoltre, le dita sono munite di unghiette appuntite simili ad artigli, fatta eccezione per le unghie dei pollici, che sono piatte ed allargate, simili ad unghie umane. Si è a lungo pensato, considerando i callitricidi come delle forme ancestrali di platirrine, che questi artigli fossero semplicemente una forma vestigiale di quelli che possedevano le prime scimmie del Nuovo Mondo: recenti ricerche, tuttavia, sembrano smentire questa credenza, considerando i callitricidi dei cebidi che hanno sviluppato nuove caratteristiche (fra cui, appunto, gli artigli) come adattamento al nuovo ambiente, piuttosto che delle scimmie primitive.

## Biologia
I tamarini imperatore sono animali attivi esclusivamente durante le ore diurne: di abitudini prettamente arboricole, si muovono velocemente sulle quattro zampe correndo e saltellando attraverso la volta della foresta. Vivono in gruppetti comprendenti dai due agli otto individui: nell'ambito del gruppo, a comandare è sempre una femmina dominante, affiancata da vari individui disposti gerarchicamente a seconda dell'età e del sesso, e sono sempre presenti almeno due maschi. Nonostante l'aspetto austero, sono animali molto graziosi ed amichevoli, amanti del gioco e delle coccole: in natura passano molto tempo a fare del grooming, mentre in cattività si affezionano al loro guardiano, nella mano del quale amano giacere e spesso si pongono a pancia in su in attesa di carezze.
Allo stato selvatico, è piuttosto frequente osservare questi animali in associazione con gruppi di altre specie di tamarini, in particolare coi tamarini dal dorso bruno (Saguinus fuscicollis): esemplari delle due specie possono occupare territori perfettamente sovrapposti, scambiarsi vocalizzazioni e coordinare i propri spostamenti. Non è ancora chiaro il motivo di tali associazioni, ma si pensa che ambedue le specie ricavino vantaggi da questa convivenza in termini di raccolta di cibo e di protezione da eventuali predatori, in quanto più occhi equivalgono ad una maggiore efficienza nel pattugliamento dei territori.

### Alimentazione
I tamarini imperatorie hanno una dieta basata principalmente su frutta e insetti: grazie al loro peso contenuto, queste scimmiette sono in grado di raggiungere i rami più sottili, dove altre specie dalla dieta simile, ma di dimensioni maggiori, non possono arrivare. Questi animali sono inoltre soliti utilizzare le incisioni lasciate nelle cortecce d'albero dagli uistitì per nutrirsi di linfa allo stesso scopo, dato che i loro denti non presentano gli adattamenti a questo tipo di dieta mostrati invece dalle specie del genere Callithrix.
Qualora la disponibilità di cibo sia piuttosto scarsa, è possibile che i tamarini imperatore caccino attivamente piccoli vertebrati, come lucertole, rane e nidiacei e uova di uccelli: grazie alla loro piccola taglia, questi animali possono avvicinarsi furtivamente agli animali fino a una distanza piuttosto piccola, saltando poi loro addosso fulmineamente e finendoli con un morso alla nuca.

### Riproduzione

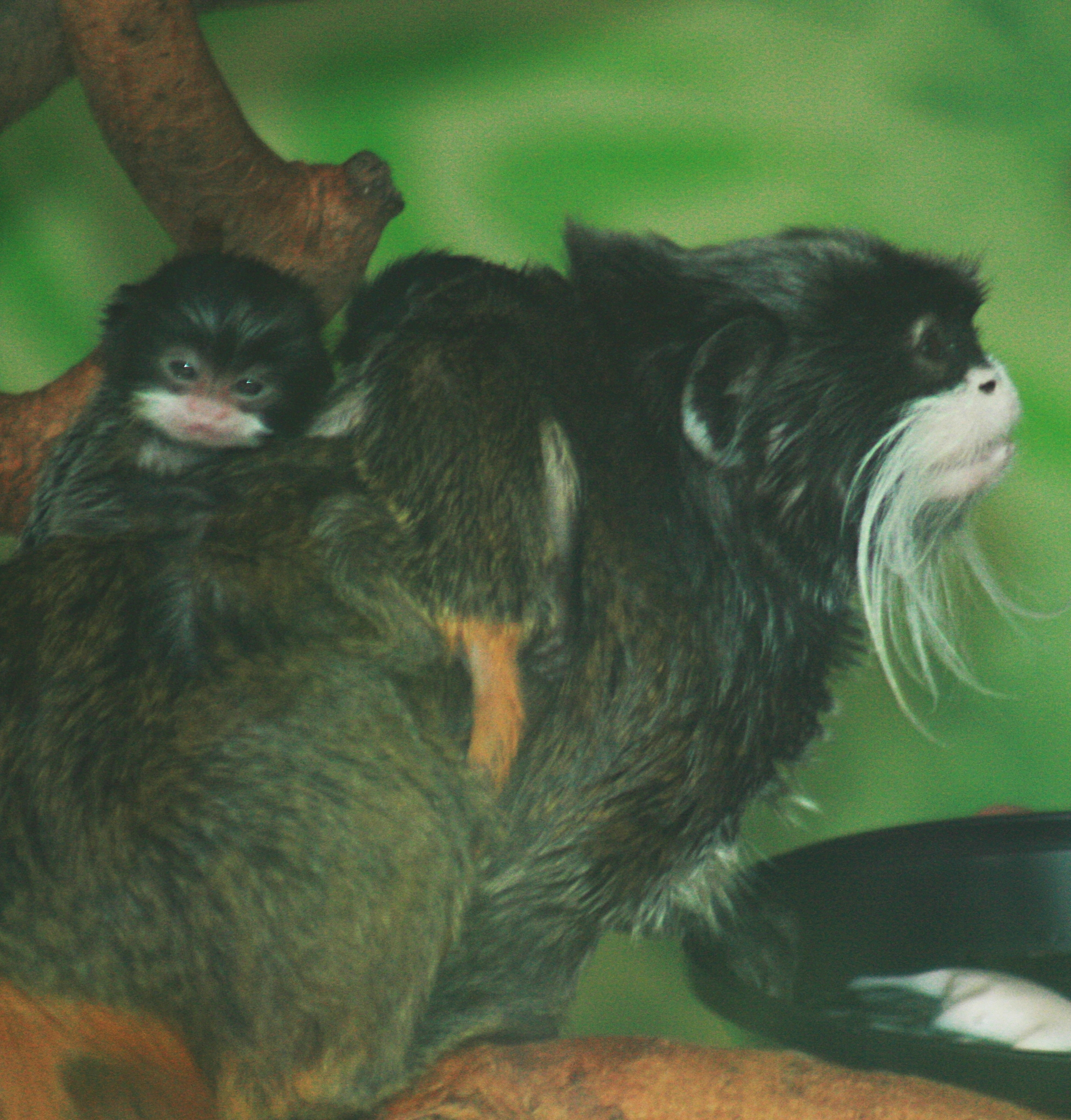
Un maschio porta i due cuccioli in groppa in uno zoo.

Il ciclo estrale dura circa due settimane, con la femmina dominante (l'unica a cui è concesso di riprodursi, poiché inibisce tramite feromoni l'ovulazione delle femmine subordinate) che si accoppia promiscuamente con tutti i maschi presenti nel gruppo. Questa forma di poliandria è probabilmente stata evoluta in modo tale che tutti i maschi, pensando ciascuno di poter essere il padre dei nascituri, aiutino la femmina nel loro allevamento.

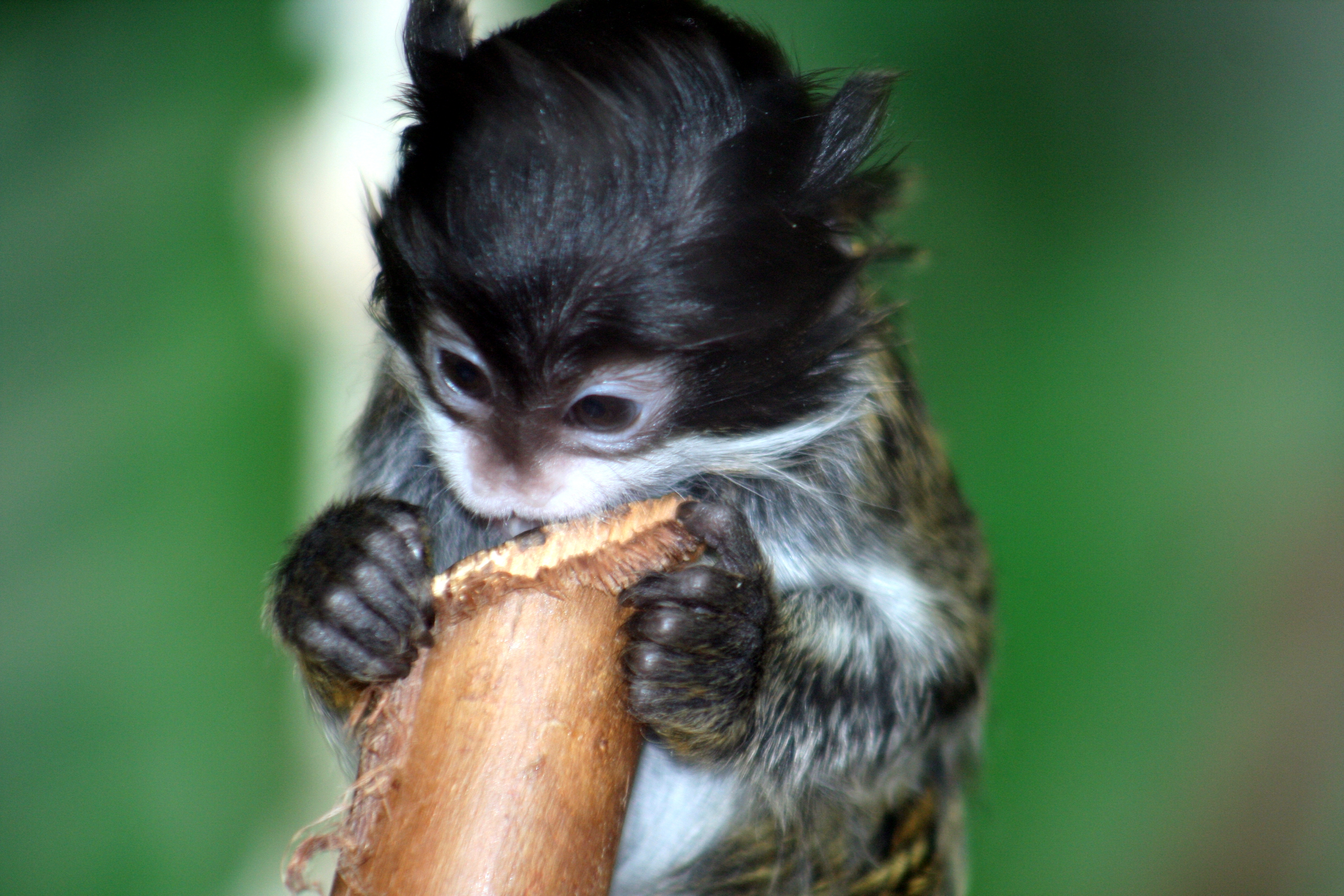
Un giovane tamarino imperatore prende confidenza col cibo solido.

La gestazione dura 140-150 giorni, al termine dei quali vengono dati alla luce solitamente due gemelli, ma saltuariamente possono nascere un unico cucciolo, tre o addirittura quattro. I cuccioli vengono curati dai maschi subito dopo la nascita: essi, infatti, li prendono appena dopo il parto e sono i maschi a leccarli per lavarne la placenta e stimolarli a respirare. I cuccioli appena nati sono ricoperti da una fitta peluria grigia e dipendono completamente dalle cure dei genitori: sono i maschi, a volte coadiuvati dagli altri membri del gruppo, a portarli sempre con sé, lasciandoli alla madre solo per la poppata, ogni due o tre ore e per un tempo di circa mezz'ora.
Si ritiene che queste cure paterne siano una conseguenza delle grandi dimensioni dei cuccioli (50 g cadauno alla nascita), che renderebbero la femmina, già provata per il parto, troppo vulnerabile nei confronti di eventuali predatori: dividendo lo sforzo energetico di allevare la prole con tutto il gruppo ed in particolare coi due maschi, esso diventa ben più sostenibile.
I cuccioli restano aggrappati alla schiena dei genitori per circa due mesi, in seguito tendono a seguire i loro spostamenti e ad assaggiare i primi cibi solidi, anche se lo svezzamento può dirsi completato solo dopo il terzo mese di vita. Attorno all'anno e mezzo d'età, i cuccioli raggiungono la maturità sessuale e sono pronti per allontanarsi dal gruppo natio, anche se solitamente non se ne separano prima del terzo anno di vita. La speranza di vita di questi animali si aggira attorno ai dieci anni in natura, mentre in cattività vivono facilmente fino ai vent'anni.